# Landschaftsschutzgebiet Skigebiet Kahler Asten

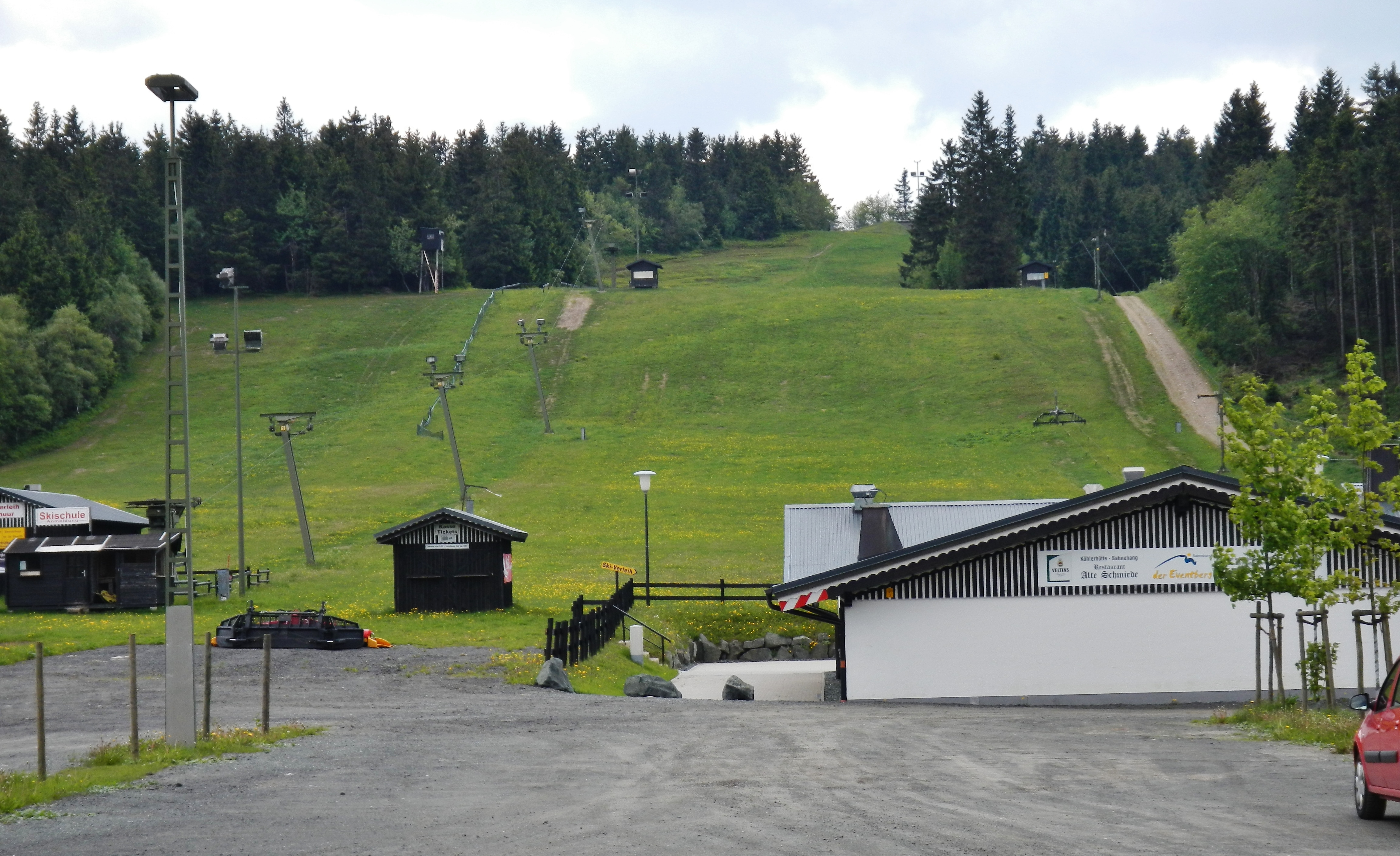
Teilfläche Sahnehang vom Landschaftsschutzgebiet Skigebiet Kahler Asten (nur Grünland)

Das Landschaftsschutzgebiet Skigebiet Kahler Asten mit 4,64 Hektar Größe liegt im Stadtgebiet Winterberg am Nord- und Nordwesthang des Kahlen Asten. Das Landschaftsschutzgebiet Skigebiet Kahler Asten wurde 2008 mit dem Landschaftsplan Winterberg durch den Hochsauerlandkreis als Landschaftsschutzgebiet (LSG) ausgewiesen. Das Gebiet besteht aus zwei Teilflächen. Bei den beiden Teilflächen handelt es sich um die Teile der Skihänge Nordhang (Lage) und Sahnehang (Lage), die 2006 vom Land Nordrhein-Westfalen als Teil des FFH-Gebietes (DE 4816-303) Kahler Asten in einer Größe von 53 ha ausgewiesen wurden.

## Schutzzweck
Das Landschaftsschutzgebiet Skigebiet Kahler Asten wurde als eines von 13 Landschaftsschutzgebieten vom Typ C, Wiesentäler und bedeutsames Extensivgrünland, ausgewiesen. Wie in den anderen 12 Landschaftsschutzgebieten vom Typ C im Landschaftsplangebiet Winterberg besteht im LSG Skigebiet Kahler Asten ein Umwandlungsverbot von Grünland und Grünlandbrachen in Acker oder andere Nutzungsformen. Eine Anlage von Weihnachtsbaum-, Schmuckreisig- und Baumschulkulturen ist ebenfalls verboten.
Auf den geschützten Skihängen hat die Nutzung als Skipiste zur Etablierung von Magerrasen mit Übergängen zur Zwergstrauchheide geführt. Laut Landschaftsplan wurde wegen der jahrzehntelangen Wintersportnutzung auf eine Ausweisung als Naturschutzgebiet verzichtet, obwohl im Gebiet geschützte Biotope nach § 30 BNatSchG vorkommen.
Die Ausweisung erfolgte zur Ergänzung der Naturschutzgebiets-Ausweisung in den Talauen von Winterberg um ein Offenlandbiotop-Verbundsystem zu schaffen, damit Tiere und Pflanzen Wanderungs- und Ausbreitungsmöglichkeiten behalten, und dem Erhalt der Vorkommen geschützter Vogelarten sowie dem Schutz artenreicher Pflanzengesellschaften.